# Vincent Nsengiyumva
Pour les articles homonymes, voir Nsengiyumva.
Vincent Nsengiyumva, né le 10 février 1936 à Rwaza et mort le 7 juin 1994 à Kabgayi, était un évêque catholique rwandais, qui fut archevêque de Kigali de 1976 à sa mort. 

## Biographie
Ordonné prêtre le 18 juin 1966, Vincent Nsengiyumva est nommé évêque de Nyundo (de) le 17 décembre 1973 par le pape Paul VI, puis premier archevêque de Kigali le 10 avril 1976. Proche de Juvénal Habyarimana, il est membre du comité central du parti au pouvoir au Rwanda de 1976 à 1990, date à laquelle le Vatican lui demande de renoncer à cette fonction. 
Mgr Nsengiyumva est assassiné par des rebelles Tutsis le 7 juin 1994, aux côtés de deux autres évêques (Monseigneur Joseph Ruzindana, évêque de Byumba ; Monseigneur Thaddée Nsengiyumva - sans lien de parenté avec l'Archevêque- évêque du diocèse de Kabgayi) et de dix prêtres. Mgr Thaddée Ntihinyurwa a pris sa succession à l'archidiocèse.